# San Pietro Clarenza
San Pietro Clarenza – miejscowość i gmina we Włoszech, w regionie Sycylia, w prowincji Katania.
Według danych na rok 2004 gminę zamieszkiwało 5858 osób, 976,3 os./km².